# Archiv der Mathematik und Physik
Ne doit pas être confondu avec Archiv der Mathematik.
Le journal Archiv der Mathematik und Physik (aussi appelé Grunerts Archiv d'après son fondateur) est un journal scientifique fondé en 1841 par Johann August Grunert qui est paru de 1841 à 1920.
Le sous-titre mit besonderer Rücksicht auf die Bedürfnisse der Lehrer an höheren Unterrichtsanstalten (« avec une attention particulière aux besoins des enseignants des établissements d'enseignement supérieur ») indique que le journal s'adresse en particulier aux enseignants des lycées.

## Historique
Le journal paraît d'abord chez l'éditeur C. A. Koch à Greifswald, puis chez B. G. Teubner (Leipzig/Berlin). Johann August Grunert a été le rédacteur en chef jusqu'à sa mort en 1872 , et est ensuite replacé par Reinhold Hoppe ; après la mort de Hoppe en 1900, la rédaction est reprise par Emil Lampe (de), Wilhelm Franz Meyer et Eugen Jahnke jusqu'à l'arrêt du journal en 1920.
Le journal contenait une section avec des problèmes et leur solution. Au tournant du siècle, le journal servait également de tribune pour les échanges sur le travail à l'Enzyklopädie der mathematischen Wissenschaften, dont l'éditeur Wilhelm Franz Meyer était un des promoteurs principaux.
Le volume 1 de la troisième série, en 1901, contient aussi le texte de la conférence de David Hilbert au Congrès international des mathématiciens de 1900 sur les problèmes de Hilbert. À cette époque, la notoriété du journal était telle que des mathématiciens français comme Charles Hermite et Gaston Darboux y publient.
Le journal est paru en trois séries :
- série 1 : volume 1 (1841) – volume 70 (1884)
- série 2 : volume 1 (1884) – volume 17 (1900)
- série 3 : volume 1 (1901) – volume 28 (1920).

Zentralblatt MATH donne 880 articles parus dans la 1re série 1, 534 dans la 2e série, et 1123 dans la 3e série.